# Daniel (Miguel Ángel)
El profeta Daniel es un fresco del pintor renacentista italiano Miguel Ángel en la Capilla Sixtina (Ciudad del Vaticano). Data del año 1511. Mide 395 centímetros de alto y 380 cm de ancho. 
El fresco forma parte de una serie puesta en la base de la capilla en la que figuran, alternándose, los profetas del Antiguo Testamento junto a las Sibilas paganas. Estos profetas y sibilas ocupan espacios triangulares, y son las figuras más grandes del conjunto de la Bóveda de la Capilla Sixtina. La figura hace referencia al profeta Daniel, personaje bíblico autor del Libro de Daniel, presente en el Antiguo testamento y la Tanaj hebrea.  

## Descripción de la obra

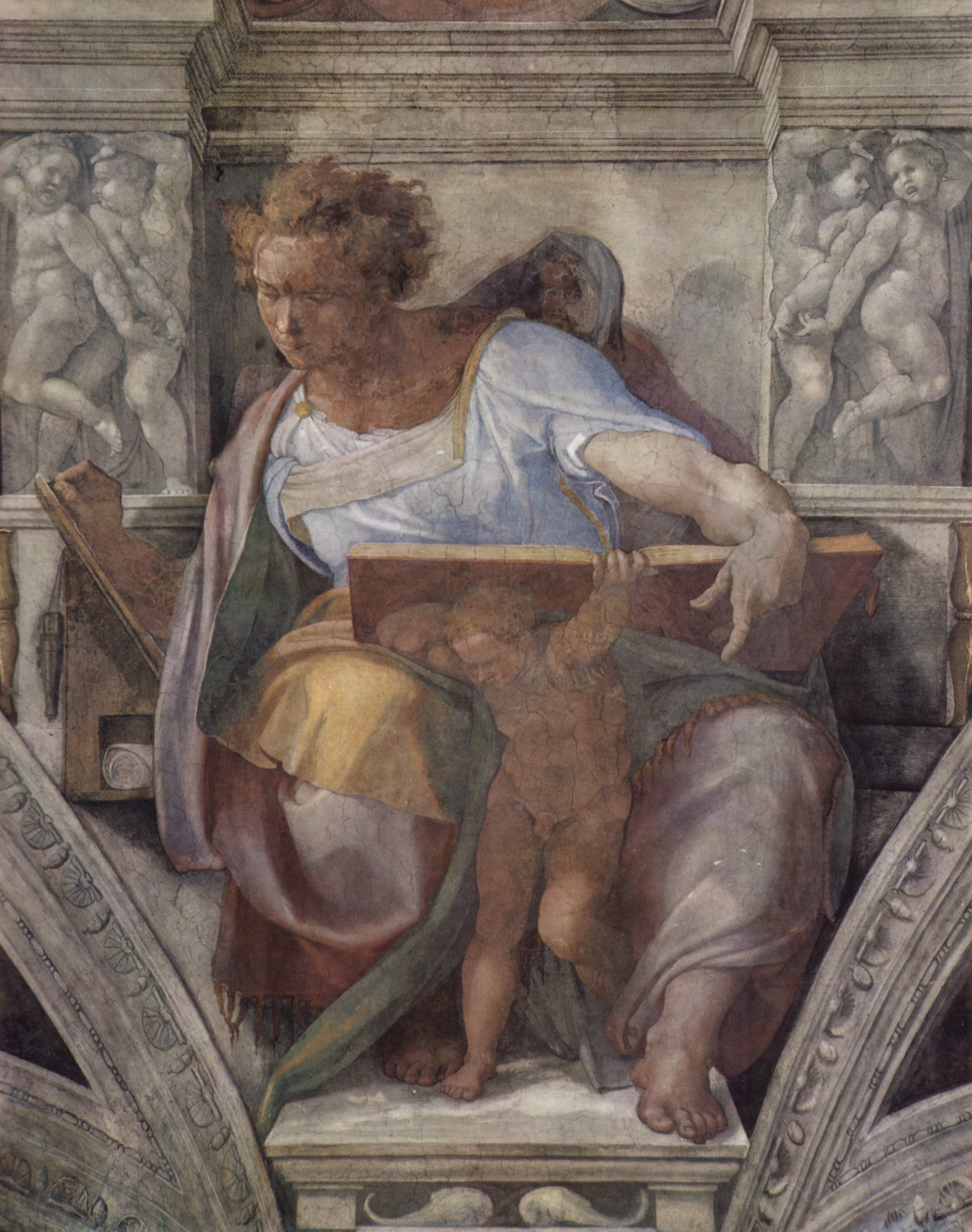
Representación de Miguel Ángel del profeta Daniel, en el famoso fresco de la Capilla Sixtina (Ciudad del Vaticano).

Es una figura enmarcada en una arquitectura en trampantojo. Daniel aparece sentado, como los demás profetas y las sibilas, sobre un trono de piedra o mármol, y entre dos pilares con dos columnillas de oro cada uno. En los pilares de mármol están pintadas esculturas simuladas de pequeños amorcillos desnudos. Debajo de ella aparece su nombre en latín: DANIEL
Esta figura resume el estilo de Miguel Ángel. Es una pintura escultural que demuestra los conocimientos de anatomía del autor. Daniel es un joven atlético. Tiene un escorzo audaz. Con ayuda de un geniecillo, Daniel sostiene un libro y entrecierra los ojos para copiar los textos en otro pergamino.Su expresión es turbia y se muestra extrañado y preocupado por la visión que acaba de tener.
Miguel Ángel equilibra las masas llenas con los espacios vacíos. Los colores prefiguran el manierismo: los tintes claros y metálicos, ricos en cangiati (pasos del amarillo al verde, del violeta al malva) (Carrassat).
La luz ilumina de lleno su brazo izquierdo mientras que su cara y su otro brazo se oscurecen en la sombra, así como el personaje extraño e impreciso que aparece detrás de él.